# Bonordeniella aspera
Bonordeniella aspera är en svampart som beskrevs av Linder 1934. Bonordeniella aspera ingår i släktet Bonordeniella, ordningen Chaetothyriales, klassen Eurotiomycetes, divisionen sporsäcksvampar och riket svampar.   Inga underarter finns listade i Catalogue of Life.